# Catharina Lange
Catharina (Käthe) Lange (* 7. Juli 1900; † 2. September 1982) war eine Politikerin der FDP und Mitglied der Hamburgischen Bürgerschaft.

## Leben
Catharina Lange war Vorsitzende des Hamburger Frauenausschusses. Dieser Ausschuss war es auch, der sie für die Bürgerschaftswahl 1946 aufstellte. Die Kandidatur kam aber nur zustande, weil die eigentlich gesetzte Politikerin Harriet Wegener auf die Kandidatur verzichtete. Catharina Lange war daher Mitglied der ersten demokratisch gewählten Bürgerschaft in Hamburg nach dem Zweiten Weltkrieg. Sie übernahm für die FDP in der Bürgerschaft das Amt der Vizepräsidentin.
Während ihrer Zeit in der Bürgerschaft beschäftigten sie die Massen, die nach dem Ende des Krieges in die Hansestadt flüchteten oder zurückkehren wollten. So warnte sie in der britischen Besatzungszeitung Die Welt (später Axel-Springer-Verlag): „Man konnte nicht einfach die ,Butenhamburger′  zurückrufen und die Flüchtlinge, krank und elend wie sie waren, weiterschicken.“ Zum anderen forderte sie in der Bürgerschaft, dass Frauen den gleichen Lohn für gleiche Arbeit erhalten sollten. Das wäre gerade bei Familien in Notlage wichtig, weil diese auf das Gehalt der Frau angewiesen wären.
Zur Bürgerschaftswahl 1949 trat sie nicht mehr an. Sie war über eine innerparteiliche Intrige gestolpert und verlor ihren Rückhalt, den sie für eine erneute Kandidatur gebraucht hätte. Während ihrer Zeit als Bürgerschaftsmitglied war in den Parlamentsakten unter Beruf „Hausfrau“ eingetragen.